# Enzo Fittipaldi
Enzo Fittipaldi da Cruz (Miami, 18 de julho de 2001) é um piloto profissional de automóveis estadunidense naturalizado brasileiro que irá competir na European Le Mans Series pela equipe CLX Motorsport. Recentemente, ele foi piloto titular da equipe Van Amersfoort Racing na Fórmula 2, tendo estreado na categoria em 2021 pela Charouz Racing System. Além disso, ele já possui em seu currículo passagens por outras das principais categorias de formação do mundo do automobilismo e o título de campeão da Fórmula 4 Italiana em 2018. Ele também é criador de conteúdo como Youtuber e Streamer, também competindo no automobilismo virtual.
O piloto foi da Ferrari Driver Academy entre 2016 e 2021 e fez parte do programa Red Bull Junior Team Drivers em 2023.

## Carreira

### Karts
Enzo iniciou a sua carreira como cartista nos Estados Unidos onde seguiu disputando etapas como a Florida Winter Tour, Rotax Grand Nationals USA - Micro Max, Rotax Max Challenge Grand Finals - Mini Max e a Florida Winter Tour - Junior ROK; entre os anos de 2009 e 2015.

### Ginetta Júnior
Em 2016, Enzo se juntou ao Campeonato Ginetta Júnior pela Douglas Motorsport, onde marcou 113 pontos em dezessete etapas no EUA, ele pilotou um Ginetta G40 Júnior com motor Ford Zetec de pneus Michelin.

### Fórmula 4

#### Fórmula 4 Nacam
Em 2016, Enzo foi anunciado como um dos pilotos assistidos pela Ferrari Driver Academy. Visando acumular experiência em monopostos, ele realizou duas etapas na temporada 2016-2017 da Fórmula 4 NACAM, chegando em 6º na segunda delas marcando 8 pontos na Cidade do México com a Apycsa Reynard Racing em um Mygale F4 de motor Ford 1.6 lit EcoBoost.

#### Fórmula 4 Italiana
A temporada 2017 foi a primeira com foco e prioridade de Enzo na Europa, era a sua primeira disputa dentro do mundo dos Fórmulas na Itália, durante o ano ele teve uma volta mais rápida em Adria e em vinte e uma etapas, ele somou 89 pontos, ficando com a nona colocação no campeonato pela Prema Powerteam.
O melhor da Itália estava guardado para 2018, quando Enzo foi o campeão da Fórmula 4 Italiana. A jornada teve vinte e uma etapas, com sete vitórias e quatro outros pódios (dois como segundo e dois como terceiro), nove poles position e cinco voltas mais rápidas, que renderam 303 pontos para a Prema Theodore Racing com um Tatuus F4-T014 de motor Fiat Abarth Turbo 1.4 cc de pneus Pirelli. Ele foi o piloto com mais vitórias, pódios, voltas mais rápidas e poles.

#### Fórmula 4 Alemã
Pela Prema Powerteam, a mesma em que correu na Itália, Enzo acabou entrando na ADAC Fórmula 4 para realizar três etapas. Na sua terceira e última etapa em que participou, já somou um pódio com a terceira colocação em Nurburgring. O Prema de Enzo era um modelo Tatuus F4-TO14 com os motores Fiat Abarth com pneus Pirelli.
Em definitivo na Alemanha após as etapas em que foi apresentado a categoria local no ano anterior, Enzo manteve sua competividade na Fórmula 4 Alemã terminando o campeonato em terceiro na sua primeira temporada de ponta a ponta no país germânico. Com 223 pontos pela Prema Powerteam, foram vinte etapas e uma vitória (na primeira das três etapas de Red Bull Ring), além outros nove pódios (cinco terceiras colocações e quatro segundas colocações), duas poles e três voltas mais rápidas.

### Fórmula Regional Europeia
O ano de 2019 foi preenchido com a disputa da Fórmula Regional Europeia, competição certificada pela FIA. O Prema Powerteam de modelo Tatuus F3 T-318 de motor Alfa Romeo e pneus Pirelli teve Fittipaldi, o dinamarquês Frederik Vesti e o britânico Olli Caldwell. Fittipaldi conquistou o vice-campeonato da categoria de vinte e quatro etapas, ao somar duas vitórias (em Paul Ricard e Ímola) e onze pódios (nove deles em segundo, dois em terceiro), duas poles (Paul Ricard e Catalunha) e cinco voltas mais rápidas, com destaque para os pódios nas oito primeiras etapas do ano de forma consecutiva. O título foi para Vesti, com Enzo ficando atrás do dinamarquês por 131 pontos e à frente do terceiro colocado, o também brasileiro Igor Fraga, por 36 pontos. Os resultados de Fittipaldi, assim como os de Vesti e Caldwell, foram fundamentais para que a Prema conseguisse ser campeã de construtores.

### Grande Prêmio de Macau
Enzo participou do famoso Grande Prêmio de Macau de Fórmula 3 de 2019 pela Sauber Junior Team by Charouz, chegando em 14º na corrida classificatória e em 16º na corrida principal.

### Fórmula 3
A temporada 2020 para Enzo foi de confirmação do seu talento dentro do grid da Fórmula 3. Ele estreou pela HWA Racelab ao lado do britânico Jake Hughes e do australiano Jack Doohan. Fittipaldi foi o 15º colocado e marcou 27 pontos, com destaque para a 4ª e 5ª colocação na etapa dupla de Mugello com o seu Dallara F3 2019 de motor Mecachrome V6 de pneus Pirelli. Ele ficou abaixo de Hughes, que teve duas vitórias, fez 111,5 pontos e foi o sétimo colocado, mas foi superior a Doohan, que não pontuou em nenhuma das dezoito provas do ano e foi o 26º.

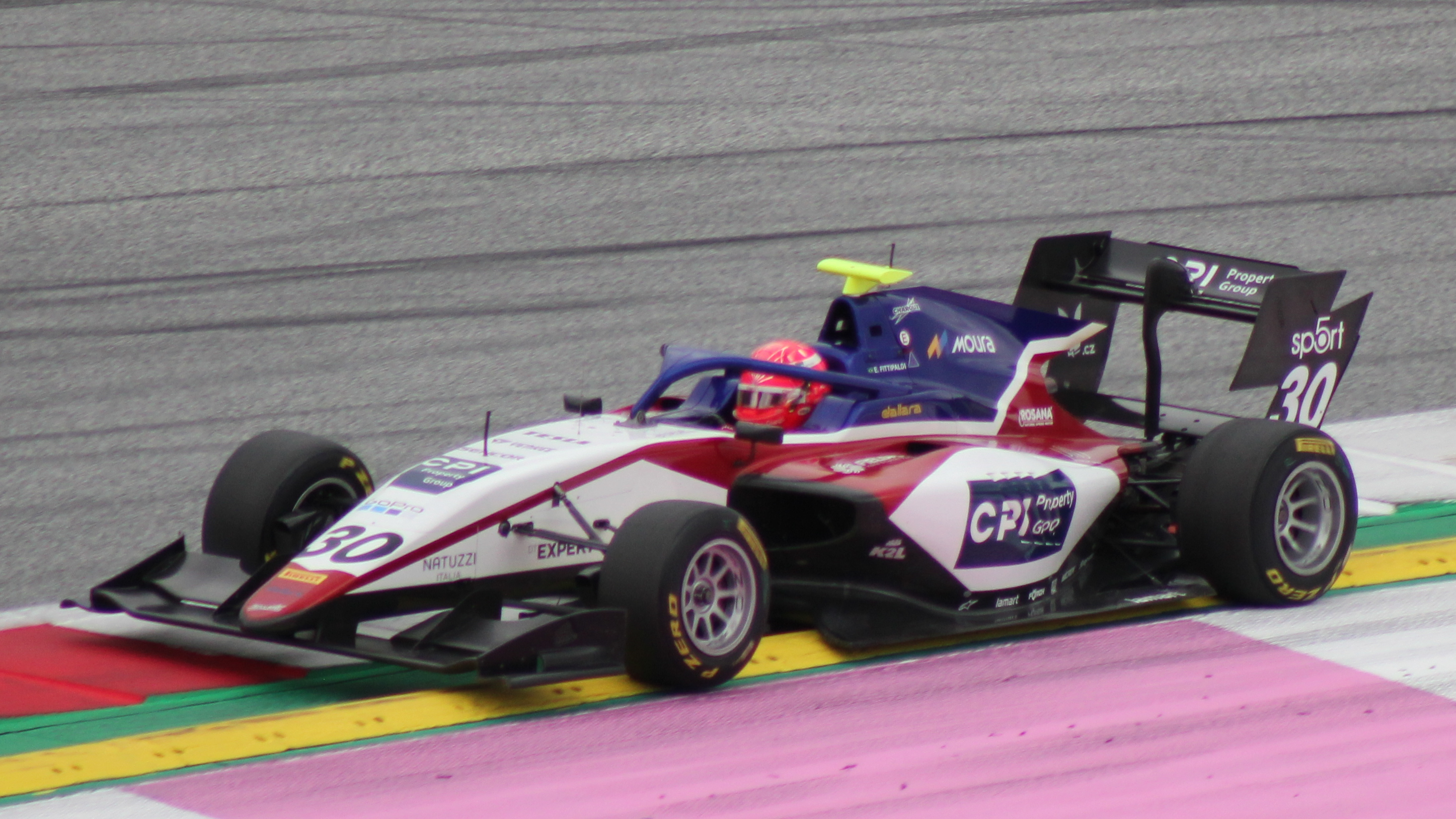
Enzo na Áustria pela F3 em 2021

Já para a temporada 2021, Enzo correu nas quatro primeiras rodadas pela Charouz Racing ao lado do francês Reshad de Gerus e do estadunidense Logan Sargeant. O destaque do brasileiro no ano foi seu pódio na corrida 2 de Hungaroring, com o mesmo kit do ano anterior. Mas a partir da quinta rodada em Spa-Francorchamps, tanto Fittipaldi quanto De Gerus foram dispensados da equipe, com o brasileiro sendo substituído pelo norte-americano Hunter Yeany. Mesmo assim, Enzo conseguiu ser o segundo melhor piloto da Charouz no ano, ao acumular 25 pontos e ficar na décima sétima colocação. Ele só não superou Sargeant, que foi o sétimo colocado com 102 pontos.

### Fórmula 2

#### 2021: Estreia na Charouz
Em novembro de 2021, Enzo largou pela primeira vez na Fórmula 2 em Monza, seria a primeira das suas oito corridas no campeonato. O momento mais delicado da carreira do jovem piloto aconteceu justamente na largada da última corrida do ano, em Gidá. Ele conquistou pontos chegando em 7º na corrida 2 do mesmo circuito saudita, que foi o seu melhor resultado no ano. Mas na etapa seguinte, vindo do fundo do grid, o carro de Theo Pourchaire ficou parado após a partida, e o brasileiro, que vinha logo atrás, não conseguiu desviar nem evitar a batida em cheio. Enzo foi socorrido sob olhares do seu irmão, Pietro Fittipaldi que estava em Gidá para acompanhar a Haas na penúltima etapa do calendário da Fórmula 1. O Charouz de Enzo parou á poucos metros da frente dos boxes pertencentes a Haas naquele final de semana. Enzo foi levado ao hospital das Forças Armadas King Fahad, e Pietro confirmou em seguida que Enzo tinha quebrado o tornozelo direito (que estava pisando no acelerador no momento da batida), além de ferimentos mais leves no rosto, ambos agradecendo em seguida aos fãs pelo apoio em suas redes sociais.

#### 2022: Primeira temporada completa

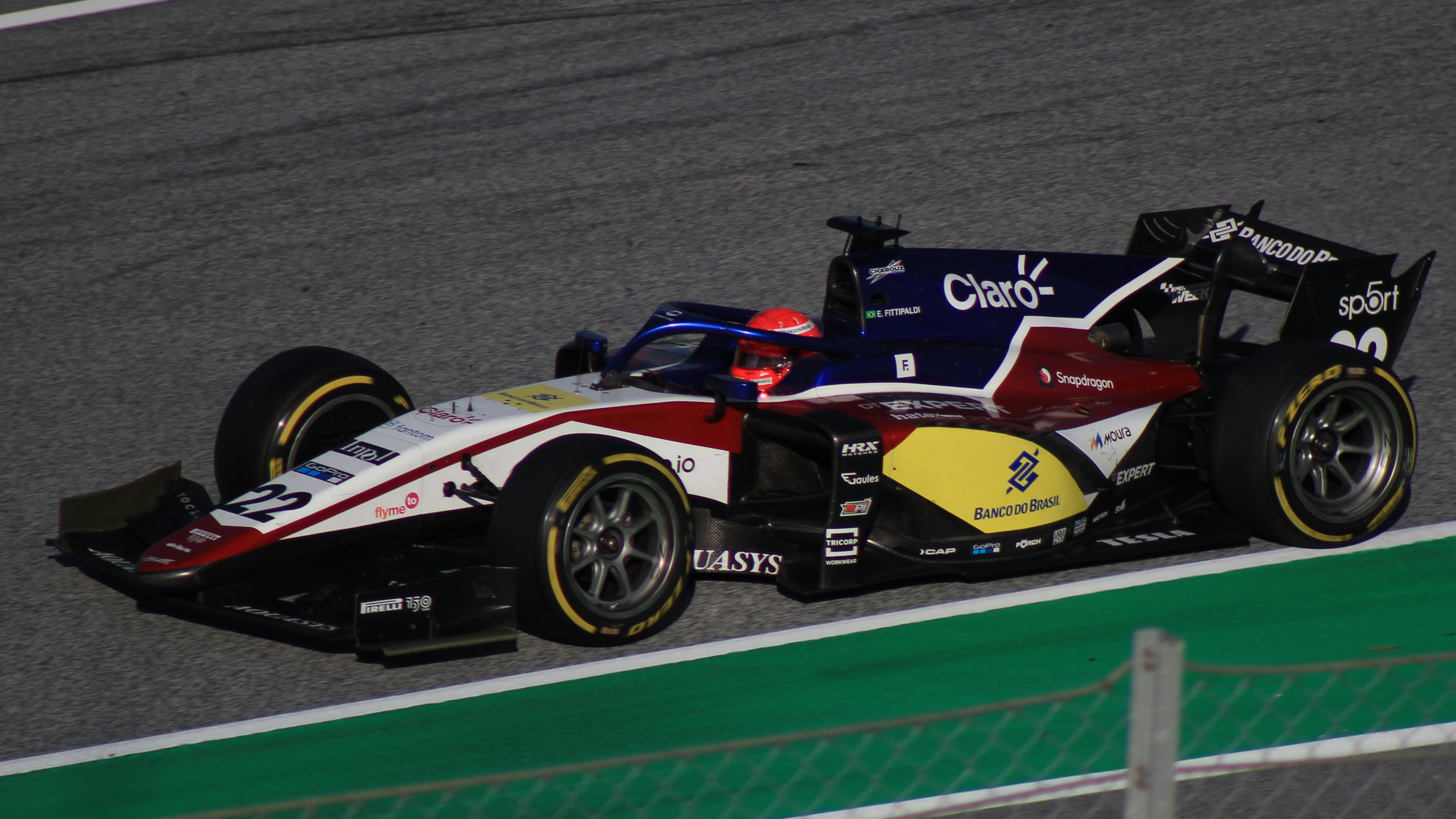
Fittipaldi no carro nº 22 da Charouz na pista de Spielberg

Em 16 de fevereiro de 2022, veio o anuncio da volta de Enzo Fittipaldi ao carro da Charouz para a disputa da temporada de 2022 da Fórmula 2. Durante a sua primeira temporada completa pela Fórmula 2, ficou claro que a Charouz teria muito trabalho com o seu carro considerado de meio de grid, porém o talento de Enzo ofereceu a equipe francesa a possibilidade de escaladas no pelotão corrida a corrida, incluindo alguns pódios como grandes destaques da temporada. Ao todo, foram cinco em vinte cinco corridas, sendo três segundas colocações (Ímola segunda corrida, Red Bull Ring segunda corrida e Hungaroring segunda corrida) e duas terceiras colocações (Silverstone primeira corrida e Hungaroring primeira corrida).
No último final de semana de GP do ano, Fittipaldi chegou a Yas Marina com reais possibilidades de ser o terceiro colocado geral do Campeonato de pilotos caso realizasse pontos necessários e mais uma combinação de resultados em ambas as etapas, porém na primeira volta ele foi tocado por trás por Jehan Daruvala com sua Prema Red Bull que também competiam pela terceira colocação geral do campeonato, essa foi a única corrida que Enzo não completou na temporada. Após o campeonato se encerrar na segunda etapa de Abu Dhabi, Enzo fechou o ano de 2022 com 126 pontos na oitava colocação do campeonato de pilotos. O conjunto usado foi Dallara F2 2018 com um Mecachrome 3.4 Turbo com pneus Pirelli. As previsões de meio de tabela da Charouz se confirmaram, com o segundo carro da equipe, o que destacou ainda mais o talento de Enzo dentro do carro 22, a equipe trocou de segundo piloto por três vezes ao longo do ano, Cem Bölükbaşı (corridas 1 e 2, 4 a 10), David Beckmann (corrida 3) e Tatiana Calderón (corridas 11 a 14) somados não pontuaram em quatorze etapas duplas.

#### 2023: Carlin

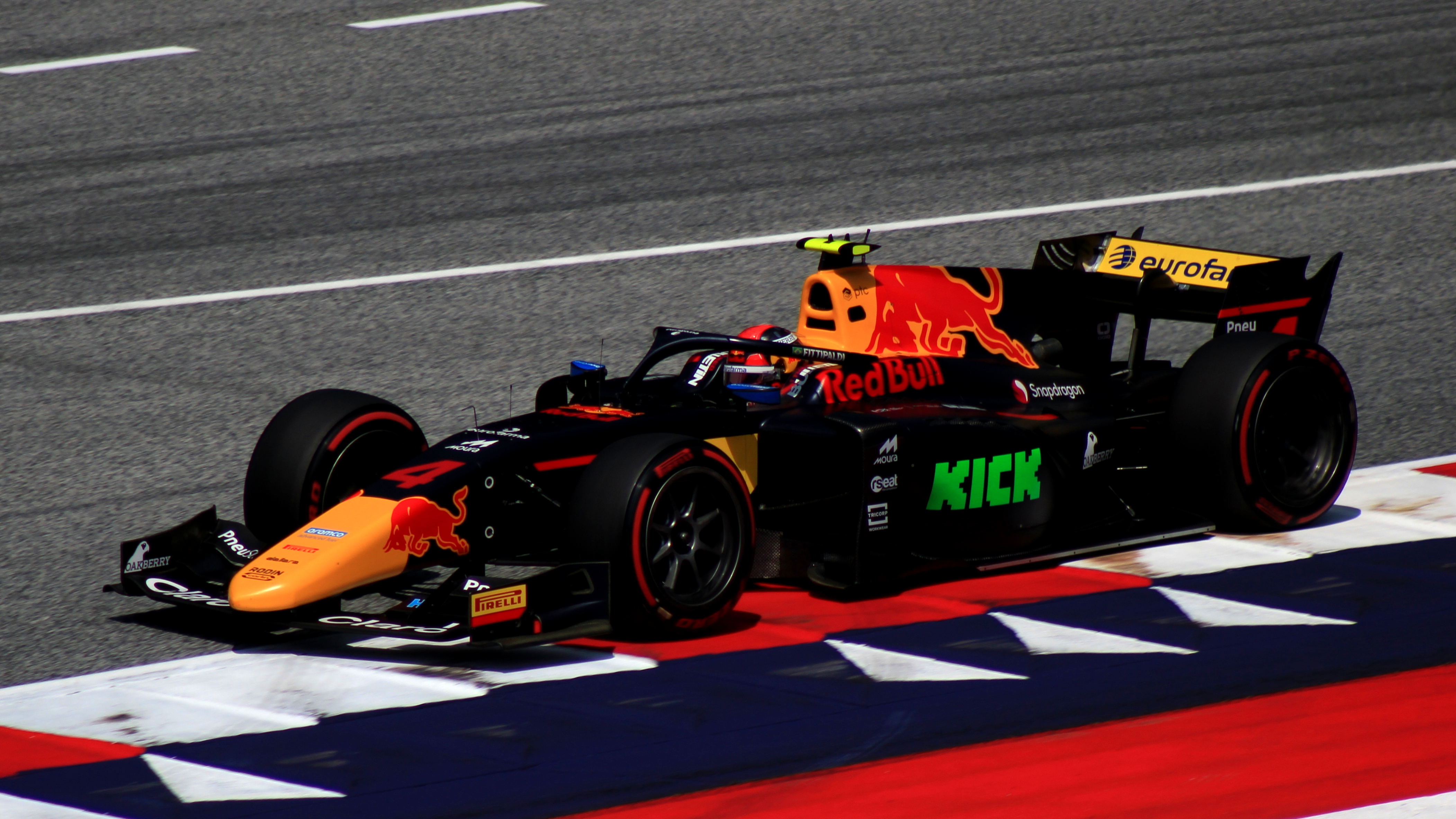
Enzo pilotando o carro nº 4 da Carlin na Áustria

Na conclusão da temporada de 2022, Fittipaldi testou para a Carlin durante o teste pós-temporada de Abu Dhabi. Em janeiro de 2023, o brasileiro foi confirmado como piloto da equipe britânica para o Campeonato de Fórmula 2 de 2023, ao lado de seu colega júnior da Red Bull, Zane Maloney. Ele teve sua primeira vitória na corrida sprint de Spa-Francorchamps e esteve no pódio por mais quatro vezes: três segundos lugares em Bacu (corrida longa), Catalunha (corrida longa) e Yas Marina (corrida curta) e um terceiro lugar na corrida longa de Spa. Mas antes mesmo do final da temporada, seu chefe da Carlin anunciou que ele não seguiria na equipe, e que ele e Maloney estariam fora do programa da Red Bull. Enzo foi o sétimo no campeonato de pilotos, fazendo 124 pontos. Ele ficou três posições acima de Maloney, que não venceu nenhuma prova no ano e fez 28 pontos a menos do que Fittipaldi, mesmo assim, foi o barbadiano que seguiu na Carlin para a temporada seguinte.

#### 2024: Van Amersfoort

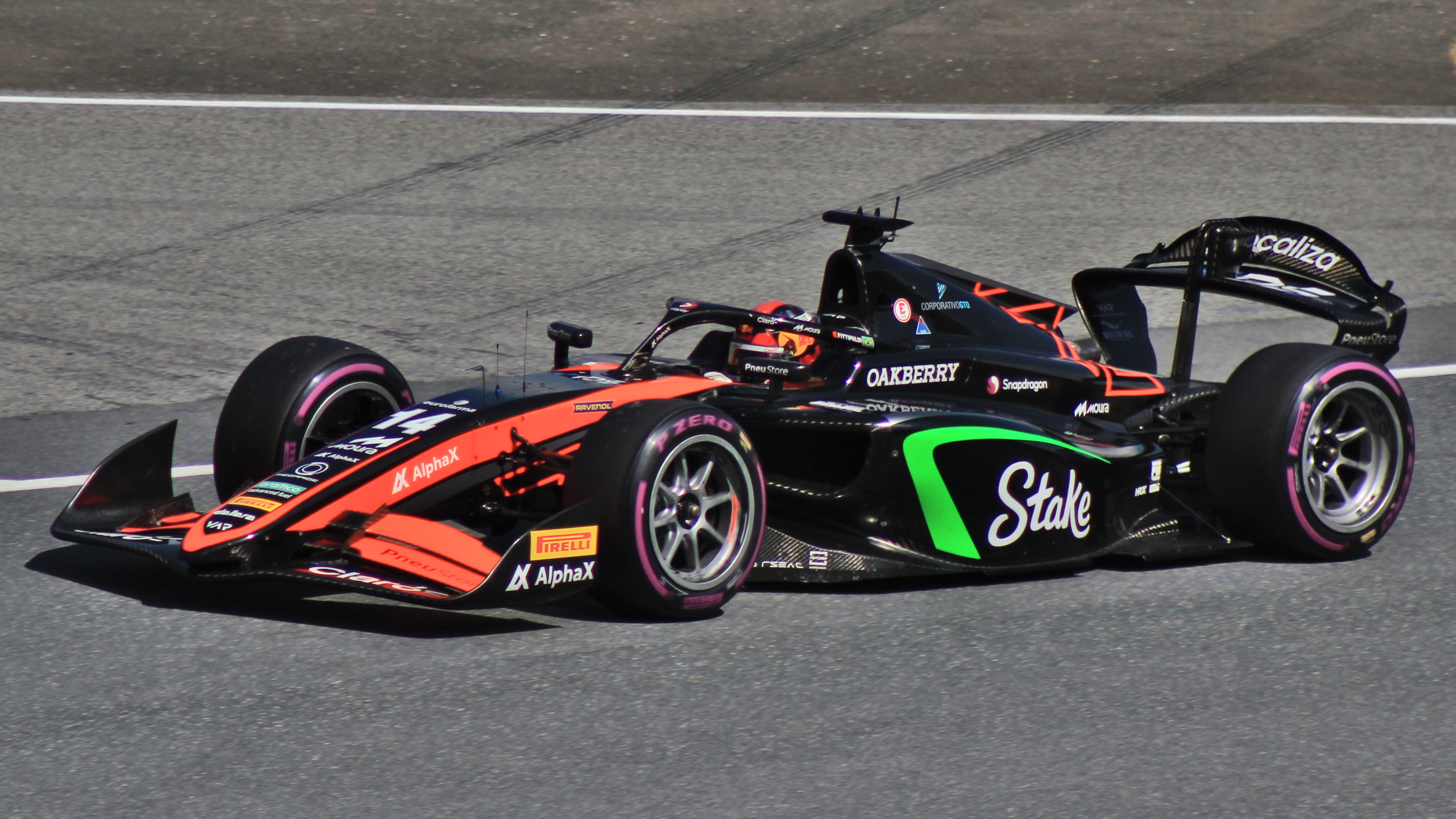
Fittipaldi guiando o carro nª 14 da Van Amersfoort no Red Bull Ring

Para a disputa da temporada de 2024, Fittipaldi se transferiu para a equipe Van Amersfoort Racing, tendo como companheiro de equipe o mexicano Rafael Villagómez. Na etapa de Sahkir, Enzo fez uma homenagem ao seu tio-avô Wilson Fittipaldi Júnior, que havia falecido recentemente, ao mudar o design de seu capacete para usar o modelo que Wilsinho adotou durante sua carreira, incluindo a frase "Obrigado, tio Wilsinho" em inglês. Enzo conquistou seus primeiros pontos e sua primeira vitória do ano no GP da Arábia Saudita, ao ficar em terceiro na sprint e vencer a corrida principal, depois de uma ultrapassagem fantástica no líder Amaury Cordeel e no segundo colocado Juan Manuel Correa de uma vez só, além de ter conseguido a volta mais rápida da corrida. Ele se emocionou durante a cerimônia do pódio e dedicou sua vitória a Wilson.
Em 26 de novembro de 2024, às vésperas da etapa no Catar, foi anunciado que Fittipaldi não seguiria com a Van Amersfoort, que contratou o britânico John Bennett para ser seu substituto nas duas rodadas finais do ano. Com isso, Fittipaldi perdeu posições e terminou a temporada em 15º, com 61 pontos, um a menos do que o décimo quarto colocado Pepe Martí e dois a mais do que o décimo sexto, Zak O'Sullivan, que também não fez a temporada completa da F2.

## Fórmula 1

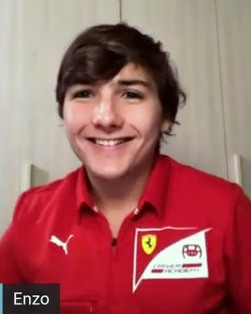
Fittipaldi em 2020, época em que era júnior da Ferrari

### Ferrari
Em novembro de 2016, Fittipaldi estava entre os cinco pilotos convidados a ingressar na Ferrari Driver Academy e foi confirmado como membro ao lado de Marcus Armstrong no mês seguinte. No inverno de 2021, o brasileiro e a Ferrari se separaram. Em entrevistas posteriores, Enzo afirmou que a FDA foi fundamental para sua carreira, ao ajudá-lo a garantir orçamento para as competições da base, já que era difícil para sua família financiar a carreira dele e de seu irmão Pietro ao mesmo tempo.

### Red Bull
Em 12 de novembro de 2022, através do seu canal no YouTube, Fittipaldi Brothers, Enzo agradeceu aos fãs e família e anunciou oficialmente que estaria fazendo parte do programa de desenvolvimento de pilotos da Red Bull, a Red Bull Junior Team Drivers, Em uma live no Instagram junto a Rubens Barrichello e Reginaldo Leme, Enzo e Pietro deram maiores detalhes de como o negócio foi feito.
Enzo disse que as conversas com Helmut Marko iniciaram no fim da temporada 2021 antes de seu acidente em Gidá, após seu ótimo final de semana em Budapeste. As conversas foram retomadas com novas reuniões nos finais de semana das corridas de Spa e Zandvoort, e por fim tudo foi assinado em Monza após uma reunião final na sede da Red Bull na Áustria com a presença de Marko e Christian Horner, Pietro teria participado um intermediador usando sua maior experiência no automobilismo frente ao seu irmão mais novo.
Mas no início de 2024, Enzo foi oficialmente dispensado da Red Bull Junior Team, embora tenha conseguido se manter como atleta Red Bull. Dessa forma, a Red Bull seguiria patrocinando sua carreira.

## IndyCar
A IndyCar Series (Fórmula Indy) tem em sua história o nome dos Fittipaldi tanto quanto a Fórmula 1, tendo em vista que Emerson, Christian e Pietro correram na categoria de raízes norte americanas. Em 2021, após ser dispensado da F3, Enzo quis se introduzir no automobilismo norte-americano, realizando duas corridas na Indy Pro 2000 em Barber e St. Petersburg, onde somou 20 pontos pela RP Motorsport USA com um Tatuus PM-180 de motor Mazda 2.0 e pneus Cooper.
Em 2023, Enzo participou de uma sessão de testes em Sebring na companhia de seu irmão. O Tubarãozinho correu pela Dale Coyne Racing, enquanto Pietro correu pela Rahal Letterman Lanigan Racing, equipe pela qual competiria na temporada 2024. Os dois irmãos fizeram cerca de 150 voltas e marcaram tempos idênticos.
Em novembro de 2024, Enzo voltou a testar na Indy, correndo pela Arrow McLaren na Thermal Club. Ele não conseguiu fazer a sessão completa, mesmo assim marcou o quinto melhor tempo.

## Fórmula E
Em maio de 2024, a Jaguar TCS Racing selecionou Fittipaldi para participar do teste de novatos da Fórmula E em Berlim ao lado de Sheldon van der Linde.

## Corridas de resistência
Em fevereiro de 2025, foi anunciado que Fittipaldi se juntaria à equipe CLX Motorsport para competir na European Le Mans Series pela classe LMP2, guiando o Oreca 07 número 47 ao lado de seu compatriota Pipo Derani e do português Manuel do Espírito Santo.

## Automobilismo virtual
Usando os espaçamentos do calendário em 2020, Enzo se juntou a outros pilotos de nível mundial e competidores virtuais para as competições oficiais de simuladores entre elas a F2 Virtual Racing, April Isolation F3 Championship, NASCAR PEAK México iRacing Series, IRB eSports - Real Drivers Challenge e a F1 Esports Virtual Grand Prix.
Além das competições oficiais, Enzo ao lado de Pietro e amigos com regularidade disputam etapas de vários games tanto em vídeos gravados quanto em live streams, incluindo outras figuras famosas como o bicampeão da F1 Esports Jarno Opmeer.

## Criador de conteúdo

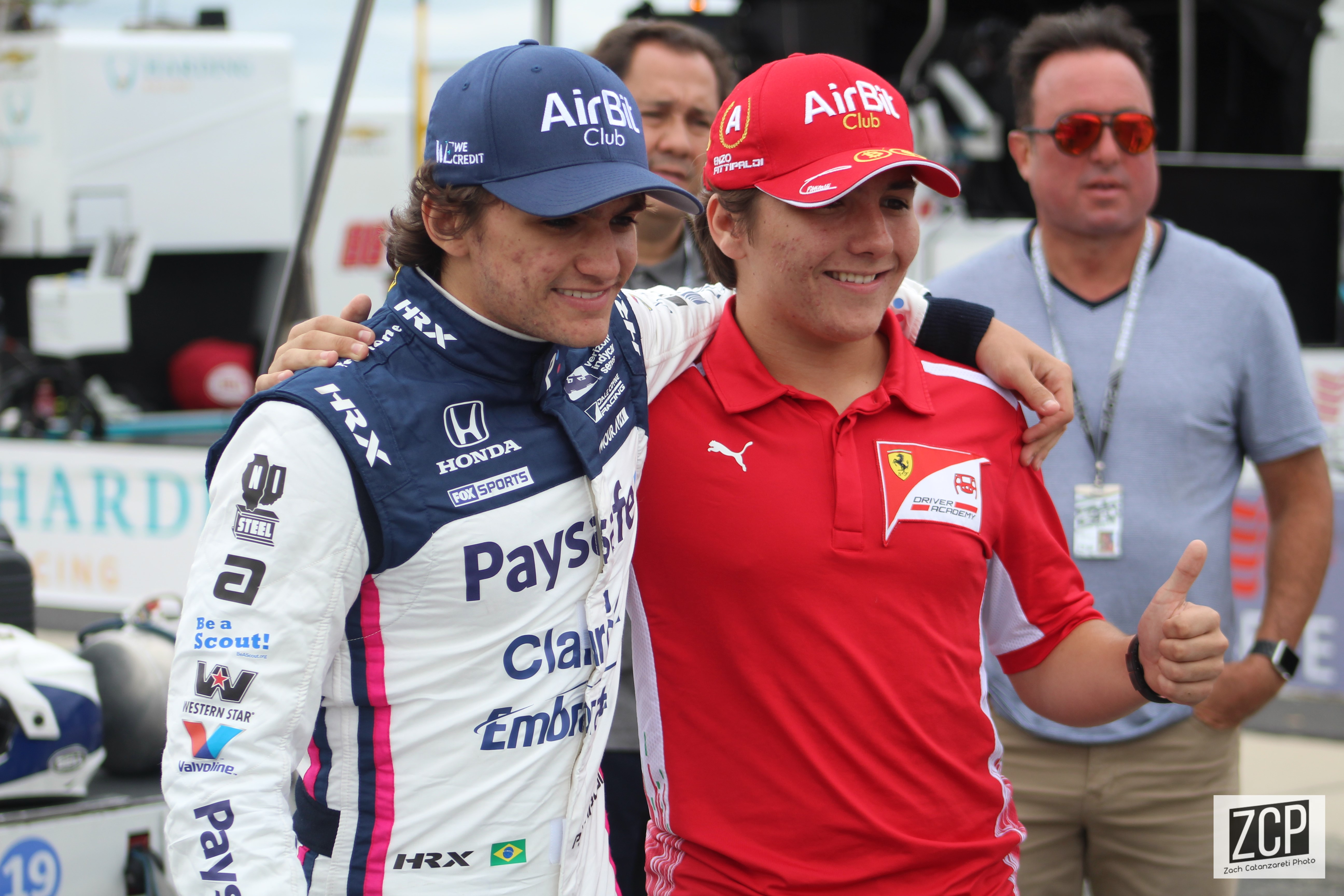
Enzo com seu irmão Pietro.

Junto com o seu irmão mais velho, Pietro Fittipaldi, Enzo forma o canal do Fittipaldi Brothers no YouTube com vídeos as terças e sextas mostrando as rotinas de treinos e vida pessoal de ambos em seus eventos, seja junto ou em diferentes pontos do mundo com mais de 80 mil inscritos. Na Twitch o canal Fittipaldi Brothers tem mais de 110 mil inscritos, lá ocorrem as lives e gameplays dos jogos de automobilismos além das conversas com os fãs. O lema dos canais é a tag Fitti Force.

## Vida pessoal
Fittipaldi nasceu em Miami, Estados Unidos, no dia 18 de julho de 2001. Ele fala português, espanhol e inglês.
Ele é filho de Juliana Fittipaldi com Carlos da Cruz, neto de Emerson Fittipaldi e de Maria Helena Dowding, e irmão mais novo do também piloto Pietro Fittipaldi, atualmente na Fórmula 1 como piloto de testes da Haas. Além de seu irmão e de seu avô, Enzo tem mais pilotos na família: seu primo Christian e seus tios Wilson Fittipaldi Jr., Massimiliano Papis e Emmo Fittipaldi, além de ser bisneto do ex-piloto e radialista Wilson Fittipaldi. Enzo e Pietro ainda possuem uma irmã chamada Valentina, que é atriz.

## Registro na carreira

### Sumário
| Temporada | Categoria                 | Equipe                        | Corridas | Vitórias | Poles | V.M.R. | Pódios | Pontos | Pos. |
| --------- | ------------------------- | ----------------------------- | -------- | -------- | ----- | ------ | ------ | ------ | ---- |
| 2016      | Ginetta Junior            | Douglas Motorsport            | 25       | 0        | 0     | 0      | 0      | 113    | 18.º |
| 2016-17   | Fórmula 4 NACAM           | APYCSA Racing                 | 2        | 0        | 0     | 0      | 0      | 4      | 20.º |
| 2017      | Fórmula 4 Italiana        | Prema Powerteam               | 21       | 0        | 0     | 1      | 0      | 89     | 9.º  |
| 2017      | ADAC Fórmula 4            | Prema Powerteam               | 3        | 0        | 0     | 0      | 1      | 0      | NC   |
| 2018      | Fórmula 4 Italiana        | Prema Theodore Racing         | 21       | 7        | 9     | 5      | 12     | 303    | 1.º  |
| 2018      | ADAC Fórmula 4            | Prema Theodore Racing         | 20       | 1        | 2     | 3      | 9      | 223    | 3.º  |
| 2019      | Fórmula Regional Europeia | Prema Powerteam               | 24       | 2        | 2     | 5      | 13     | 336    | 2.º  |
| 2019      | Grande Prémio de Macau    | Sauber Junior Team by Charouz | 1        | 0        | 0     | 0      | 0      | N/A    | 16.º |
| 2020      | Fórmula 3 da FIA          | HWA Racelab                   | 18       | 0        | 0     | 0      | 0      | 27     | 15.º |
| 2021      | Fórmula 3 da FIA          | Charouz Racing System         | 12       | 0        | 0     | 0      | 1      | 25     | 17.º |
| 2021      | Fórmula 2                 | Charouz Racing System         | 8        | 0        | 0     | 0      | 0      | 2      | 20.º |
| 2021      | Indy Pro 2000             | RP Motorsport USA             | 2        | 0        | 0     | 0      | 0      | 20     | 19.º |
| 2022      | Fórmula 2                 | Charouz Racing System         | 28       | 0        | 0     | 0      | 6      | 126    | 8.º  |
| 2023      | Fórmula 2                 | Rodin Carlin                  | 25       | 1        | 0     | 1      | 5      | 124    | 7.º  |
| 2024      | Fórmula 2                 | Van Amersfoort Racing         | 24       | 1        | 0     | 2      | 2      | 61     | 15.º |
| 2025      | European Le Mans Series   | CLX Motorsport                | 0        | 0        | 0     | 0      | 0      | 0      | ?    |